# Бландвил (Кентаки)
Бландвил (енгл. Blandville) град је у америчкој савезној држави Кентаки.

## Демографија
По попису из 2010. године број становника је 90, што је 9 (-9,1%) становника мање него 2000. године.
| Група             | 2000.      | 2010.      |
| Белци             | 92 (92,9%) | 86 (95,6%) |
| Афроамериканци    | 2 (2,0%)   | 1 (1,1%)   |
| Азијати           | 0 (0,0%)   | 0 (0,0%)   |
| Хиспаноамериканци | 0 (0,0%)   | 0 (0,0%)   |
| Укупно            | 99         | 90         |